# Saverio Marconi
Saverio Marconi (* 1. April 1948 in Rom) ist ein italienischer Schauspieler und Regisseur.

## Leben
Marconi arbeitete nach seiner Ausbildung zunächst als Theaterschauspieler und hatte unter anderem ein Bühnenengagement am Teatro Metastasio in Prato. In den 1970er Jahren kam er zum Film, wo er seinen Durchbruch mit der Hauptrolle als Gavino Ledda in der Literaturverfilmung Padre Padrone – Mein Vater, mein Herr (1977) der Taviani-Brüder hatte. Er spielt die Entwicklungsgeschichte eines jungen Sarden, der unter primitivsten, archaischen Verhältnissen und dem Terror eines brutalen Vaters aufwächst, dem eine Befreiung erst während des Militärdiensts gelingt und der schließlich Professor für Historische Linguistik wird. 
In Ogro (1979) von Regisseur Gillo Pontecorvo verkörperte er einen baskischen Terroristen. In einem weiteren Film der Taviani-Brüder, Il Prato (1979), übernahm er an der Seite von Isabella Rossellini ebenfalls eine Hauptrolle; er verkörperte Giovanni, einen unruhigen Richter (Magistrato) in San Gimignano, der sich in eine junge Schauspielerin und Animateurin für Kinder verliebt. In den beiden Poliziottesco-Filmen Der Gorilla begleicht die Rechnung (1976) und Das Syndikat des Grauens (1980) spielte er an der Seite von Fabio Testi.
In der Folgezeit arbeitete er unter anderem mit den Regisseuren Luigi Comencini und Pasquale Squitieri zusammen. Später war er auch in Erotikkomödien (1982; Buona come il pane) und Thrillern (1984; Delitti, amore e gelosia) zu sehen. Mit dem Niedergang des italienischen Films in den 1980er Jahren gab Marconi seine Tätigkeit als Schauspieler weitgehend auf und wandte sich der Arbeit als Regisseur zu. Als Regisseur inszenierte er mehrere in Italien recht erfolgreiche Musicals.

## Filme
- 1975: Der Gorilla begleicht die Rechnung (Vai gorilla); Regie: Tonino Valerii
- 1977: Padre Padrone – Mein Vater, mein Herr (Padre padrone)
- 1978: Il giorno dei cristalli; Regie: Giacomo Battiato
- 1978: Hotel Locarno; Regie: Bernhard Weber
- 1979: Ogro; Regie: Gillo Pontecorvo
- 1979: Die Wiese (Il prato); Regie: Paolo Taviani und Vittorio Taviani
- 1980: Das Syndikat des Grauens (Luca il contrabbandiere)
- 1980: Komm zurück, Kleiner! (Voltati Eugenio); Regie: Luigi Comencini
- 1981: Buona come il pane; Regie: Riccardo Sesoni
- 1984: Eine verbotene Liebe (Un amour interdit); Regie: Jean-Pierre Dougnac

## Auszeichnungen
für Padre Padrone – Mein Vater, mein Herr:
- 1978: BAFTA Award: Nominiert für den Nachwuchsdarsteller-Preis
- 1978: Nastro d’Argento des Sindacato Nazionale Giornalisti Cinematografici Italiani (des italienischen Filmkritikerverbands) in den Kategorien Bester Newcomer